# Дауэс, Чарлз Гейтс
Чарлз Гейтс Дауэс (англ. Charles Gates Dawes; 27 августа 1865, Мариетта, штат Огайо — 23 апреля 1951, Эванстон, штат Иллинойс) — государственный деятель США, предприниматель и военный. Лауреат Нобелевской премии мира (1925).

## Биография и политическая деятельность
Чарльз Дауэс происходил из старинного рода, в котором было много политиков и предпринимателей; его предок Уильям был героем Войны за независимость, а отец, Руфус Дауэс командовал 6-м Висконсинским полком во время сражения при Геттисберге. Со времён службы в армии он был другом генерала Джона Першинга.
С 1894 года совладелец ряда нефтяных компаний. В республиканской администрации У. Мак-Кинли (1898—1901) занимал пост ревизора денежного обращения в министерстве финансов. В дальнейшем, потерпев неудачу на выборах в сенат, вновь занялся бизнесом, руководил Иллинойсской трастовой компанией до 1914 года. Участник Первой мировой войны, бригадный генерал. Был председателем международного комитета экспертов, выработавшего в 1923—1924 годах репарационный план для Германии (план Дауэса).
В 1925—1929 годах — вице-президент США от Республиканской партии при президенте Калвине Кулидже, причём отношения вице-президента и президента были худшими за всю историю: сразу после избрания Дауэс отправил Кулиджу оскорбительное письмо, заявив, что не будет принимать участие в заседаниях правительства, а затем поссорился и с сенаторами (по должности вице-президент является председателем Сената). В дальнейшем первые два лица государства так и не примирились. В 1929—1932 годах посол в Великобритании.
Дауэс был композитором-любителем; написанная им в 1911 году мелодия в 1950-е годы стала популярным шлягером «It’s All in the Game».

## Нобелевская премия
Нобелевская премия мира (1925) — «В знак признания вклада в план, носящий его имя».